# شهرستان لونگشان
شهرستان لونگشان (به لاتین: Longshan County) یک منطقهٔ مسکونی در چین است که در ولایت خودمختار شیانگشی توجیا و میائو واقع شده‌است. شهرستان لونگشان ۳٬۱۲۷٫۱۶ کیلومتر مربع مساحت و ۵۰۲٬۲۲۷ نفر جمعیت دارد.